# ADD2
A beta-adducina é uma proteína que em humanos é codificada pelo gene ADD2.
As adducinas são uma família de proteínas do citoesqueleto codificadas por três genes (alfa, beta, gama). A adducina é uma proteína heterodimérica que consiste em subunidades relacionadas, produzidas a partir de genes distintos, mas que compartilham uma estrutura semelhante. A alfa e a beta-adducina incluem uma região N-terminal resistente a protease e uma região C-terminal hidrofílica sensível a protease. A beta-adducina é expressa em altos níveis no cérebro e nos tecidos hematopoiéticos. A aducina se liga com alta afinidade ao Ca2+/calmodulina e é um substrato para as proteínas cinases A e C. A emenda alternativa resulta em múltiplas variantes que codificam isoformas distintas; no entanto, nem todas as variantes foram totalmente descritas.

## Interações
Foi mostrado que o ADD2 interage com o FYN.